# روموسوزوماب
روموسوزوماب هو ضد وحيد النسيلة مضاد لسكلروستين يستعمل في علاج هشاشة العظام.
حصل عل ترخيص إدارة الغذاء والدواء الأمريكية ووكالة الأدوية الأوروبية سنة 2019. وصنفته إدارة الغذاء والدواء بأنه دواء أول في فئته.